# Ігор Бурзанович
Ігор Бурзанович (серб. Igor Burzanović, нар. 25 серпня 1985, Подгориця) — чорногорський футболіст, що грав на позиції нападника.
Виступав, зокрема, за клуби «Будучност» та «Црвена Звезда», а також національну збірну Чорногорії.
Чемпіон Японії.

## Клубна кар'єра
У дорослому футболі дебютував 2002 року виступами за команду клубу «Будучност», в якій провів п'ять сезонів, взявши участь у 122 матчах чемпіонату. Більшість часу, проведеного у складі «Будучності», був основним гравцем атакувальної ланки команди. У складі «Будучності» був одним з головних бомбардирів команди, відзначившись 62 забитими м'ячами у 122 проведених матчах першості країни.
Своєю грою за цю команду привернув увагу представників тренерського штабу клубу «Црвена Звезда», до складу якого приєднався 2006 року. Відіграв за белградську команду наступні три сезони своєї ігрової кар'єри.
Протягом 2009—2009 років знову захищав кольори команди клубу «Будучност», перебуваючи там на правах оренди.
Продовжив ігрову кар'єру у клубі «Нагоя Грампус», за команду якого виступав протягом 2009—2011 років. За цей час виборов титул чемпіона Японії.
Протягом 2012 року виступав у складі таїландського клубу «Бурірам Юнайтед», у складі якого став володарем Кубка Таїланду.
У 2013 повернувся до складу клубу «Будучност», а наступний сезон провів у складі казахського клубу «Іртиш».
У 2015 році виступав за китайський клуб «Хунань Біллоуз». Наступного року Бурзанович втретє повернувся до складу команди «Будучност», а вже за рік він захищав кольори клубу «Петровац». Завершив ігрову кар'єру в 2019 році відігравши сезон за «Іскру» (Даниловград).

## Виступи за збірні
Протягом кар'єри у складі національної збірної Сербії і Чорногорії, яка тривала усього 1 рік, провів 1 гру. У формі головної команди Чорногорії провів 8 матчів, забивши 2 голи.

## Титули і досягнення
- Чемпіон Сербії (1):

«Црвена Звезда»: 2006—2007
- Володар Кубка Сербії (1):

«Црвена Звезда»: 2007
- Чемпіон Японії (1):

«Нагоя Грампус»: 2010
- Володар Кубка Таїланду (1):

«Бурірам Юнайтед»: 2012